# Mercedes-Benz R170
El Mercedes-Benz R170, también conocido inicialmente como Mercedes-Benz Clase SLK, es la primera generación de la gama SLC de convertibles de lujo compactos producidos por Mercedes-Benz entre 1996 y 2004. La clase SLK representa la idea de la empresa alemana de crear un convertible, sportlich (deportivo), leicht (ligero) y kurz (compacto) y se basa en la plataforma acortada del Mercedes Clase C W202. Disponía de una capota metálica articulada que se podía plegar automáticamente en el maletero del vehículo.
Fue reemplazado por el Mercedes-Benz R171 en 2004.

## Desarrollo y lanzamiento de
El Mercedes R170 SLK se basa en el SLK I Concept y el SLK II Concept, un prototipo biplaza convertible que contaba con un techo metálico retráctil accionado electrohidráulicamente. Denominado 'vario roof' por Mercedes, era capaz de plegarse o desplegarse por completo en tan solo 25 segundos. Se registró una patente de diseño alemana el 30 de septiembre de 1993, y la versión de producción final del SLK se presentó en el Salón del Automóvil de Turín el 22 de abril de 1996.
El R170 SLK se basa en la plataforma del Clase C W202, del que comparte muchos componentes del tren motriz y del chasis, además de utilizar una versión acortada de la parte inferior del monocasco. La distancia entre ejes también es idéntica a la distancia entre ejes del 190 SL y del 300 SL, con una medida de 2400 mm (94 plg).
La plataforma del Mercedes R170 SLK también es utilizada por el Chrysler Crossfire, con el que comparte el 80% de sus componentes.

## Equipamiento

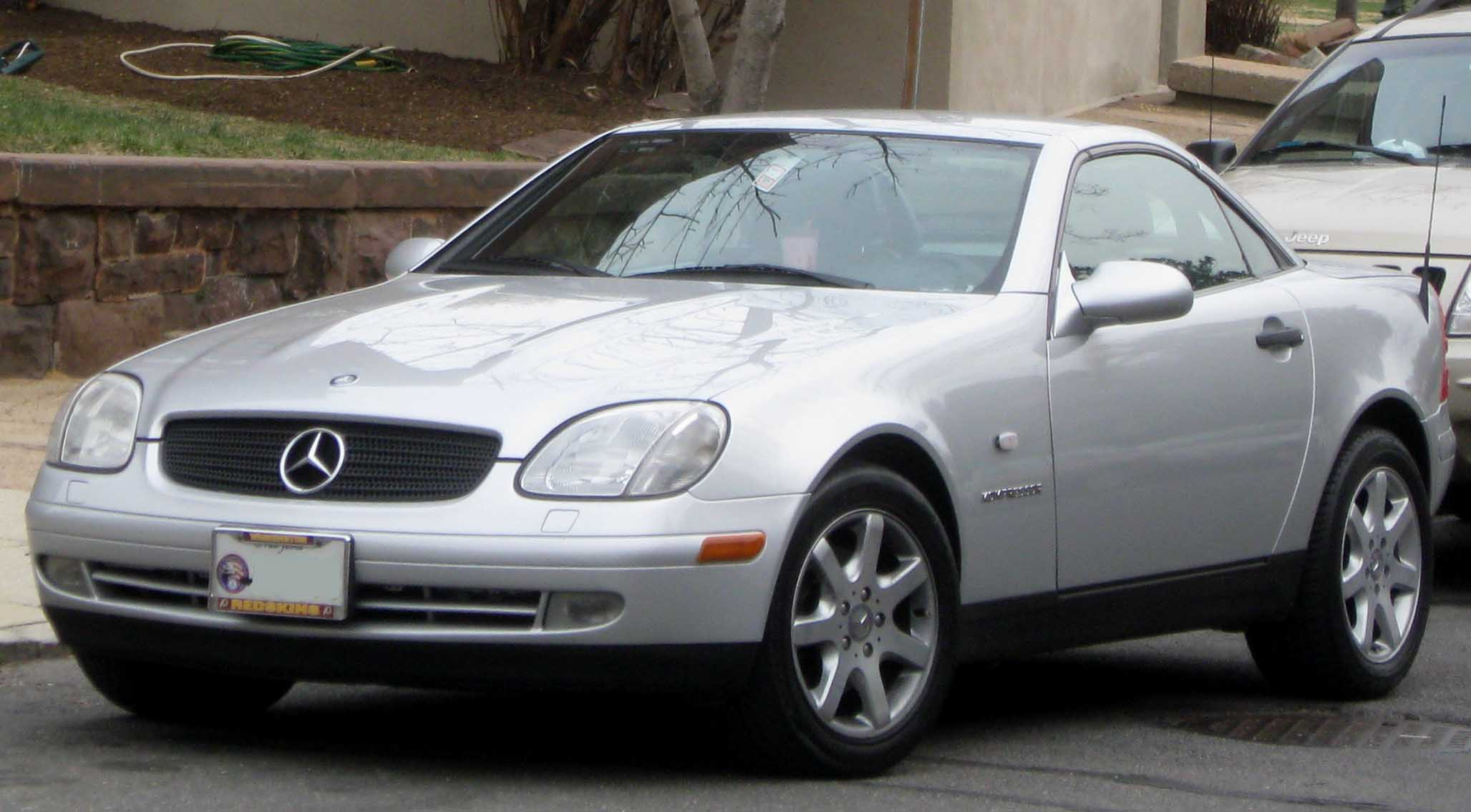
1997-2000 Mercedes-Benz SLK

El equipamiento estándar incluía asientos eléctricos, ventanas eléctricas, dirección asistida, climatización de doble zona, espejo interior regulable y llantas de aleación. Entre las características de seguridad figuraban los "airbags" del conductor y del pasajero delanteros y laterales, sistema antibloqueo de ruedas y control de estabilidad. También se podía optar por el paquete de diseño de carrocería AMG, que contaba con faldones laterales del color de la carrocería, tubos de escape cromados y llantas de aleación AMG de 17 pulgadas. Las ruedas más anchas también estaban disponibles en los modelos SLK 230 Kompressor.

## Modelos

### SLK 200, SLK 200 Kompressor
El SLK 200 se exportó y vendió exclusivamente en Italia, Países Bajos, Portugal, Turquía y Grecia, y solo estaba disponible con la transmisión manual de cinco velocidades Magna PT. en la mayoría de los países.
| Modelo             | Años      | Motor                             | Potencia                   | Par motor                            | 0-100 km/h (0-62 mph)   |
| ------------------ | --------- | --------------------------------- | -------------------------- | ------------------------------------ | ----------------------- |
| SLK 200            | 1996–2000 | M111.946 2.0 L I4                 | 100 kW (134 HP) a 5000 rpm | 190 N·m (140 lb·pie) a 3700–4500 rpm | 9.3 s                   |
| SLK 200 Kompressor | 1996–2000 | M111.943 2.0 L I4 sobrealimentado | 141 kW (189 HP) a 5300 rpm | 270 N·m (199 lb·pie) a 2500–4800 rpm | 7.7 s                   |
| SLK 200 Kompressor | 2000–2004 | M111.958 2.0 L I4 sobrealimentado | 120 kW (161 HP) a 5300 rpm | 230 N·m (170 lb·pie) a 2500–4800 rpm | 8.2 s auto / 8.0 s man. |
| SLK 230 Kompressor | 1996–2000 | M111.973 2.3 L I4 sobrealimentado | 142 kW (190 HP) a 5300 rpm | 280 N·m (207 lb·pie) a 2500–4800 rpm | 7.4 s                   |
| SLK 230 Kompressor | 2000–2004 | M111.983 2.3 L I4 sobrealimentado | 145 kW (194 HP) a 5500 rpm | 280 N·m (207 lb·pie) a 2500 rpm      | 7.3 s                   |
| SLK 320            | 2000–2004 | M112 E32 3.2 L V6                 | 160 kW (215 HP) a 5700 rpm | 310 N·m (229 lb·pie) a 3000–4600 rpm | 6.9 s                   |
| SLK 32 AMG         | 2001–2004 | M112 C32 3.2 L V6 sobrealimentado | 260 kW (349 HP) a 6100 rpm | 450 N·m (332 lb·pie) a 4400 rpm      | 5.2 s                   |

Después del rediseño del año 2000, el SLK 200 Kompressor se introdujo en el mercado mundial, reemplazando al SLK 200.

### Motores

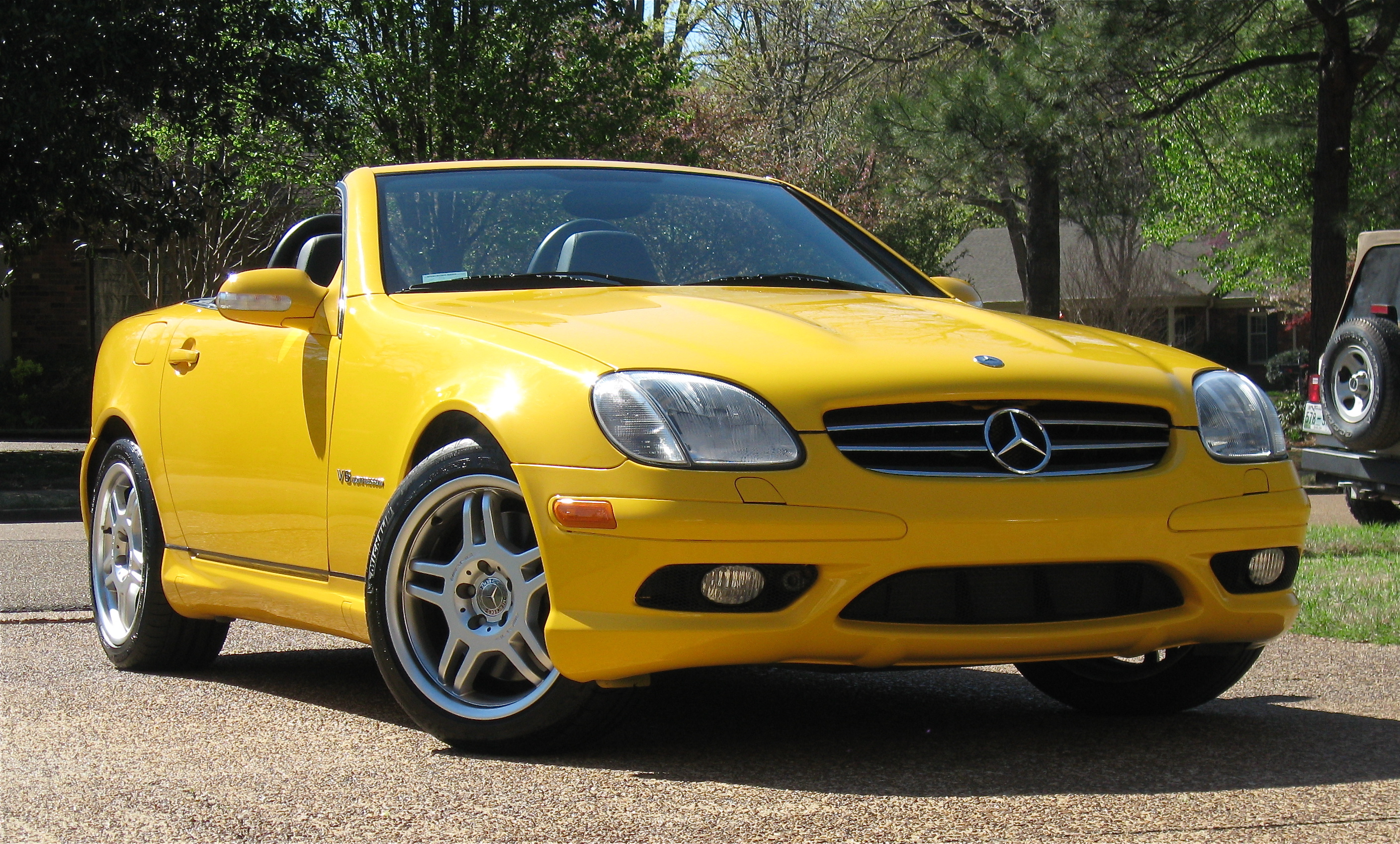
SLK 32 AMG

## SLK 32 AMG
El SLK 32 AMG se introdujo en 2001, diseñado para competir con el BMW M Roadster y con el Porsche Boxster S. El coche tenía el mismo motor M112 que el que el SLK 320 con un compresor de doble tornillo helicoidal, pero tenía un intercambiador de calor.
El SLK 32 AMG presentó la nueva transmisión 5G-Tronic (automática) "SpeedShift" de Mercedes, que permite el cambio manual de marchas y cambios descendentes automáticos más rápidos. No había ninguna opción de transmisión manual disponible para el SLK 32 AMG.
El coche cuenta con un volante más angular, diales de instrumentos, parachoques delantero y trasero rediseñados con tomas de aire más grandes y frenos más eficaces, aumentados de 300 mm (12 plg) a 334 mm (13 plg) de diámetro. La producción del SLK 32 comenzó en enero de 2001 y finalizó en marzo de 2004. Se produjeron un total de 4333 unidades, de las que se vendieron 979 en Alemania, 2056 se exportaron a EE. UU. y 263 al Reino Unido.

## Actualizaciones

### 1998
- El airbag del pasajero pasó a desactivarse automáticamente si se instalaba un asiento para niños de la marca Mercedes.

### 1999
- Se agregaron redes de almacenamiento, espejos retrovisores con atenuación automática y alarma de detección de movimiento de vehículos.[20]
- Introducción de la transmisión manual y las opciones del paquete AMG Sport, que incluían el kit de carrocería aerodinámica deportiva, ruedas AMG de 17", barras estabilizadoras HD y escape de alto rendimiento.[21]

### 2000 (rediseño)

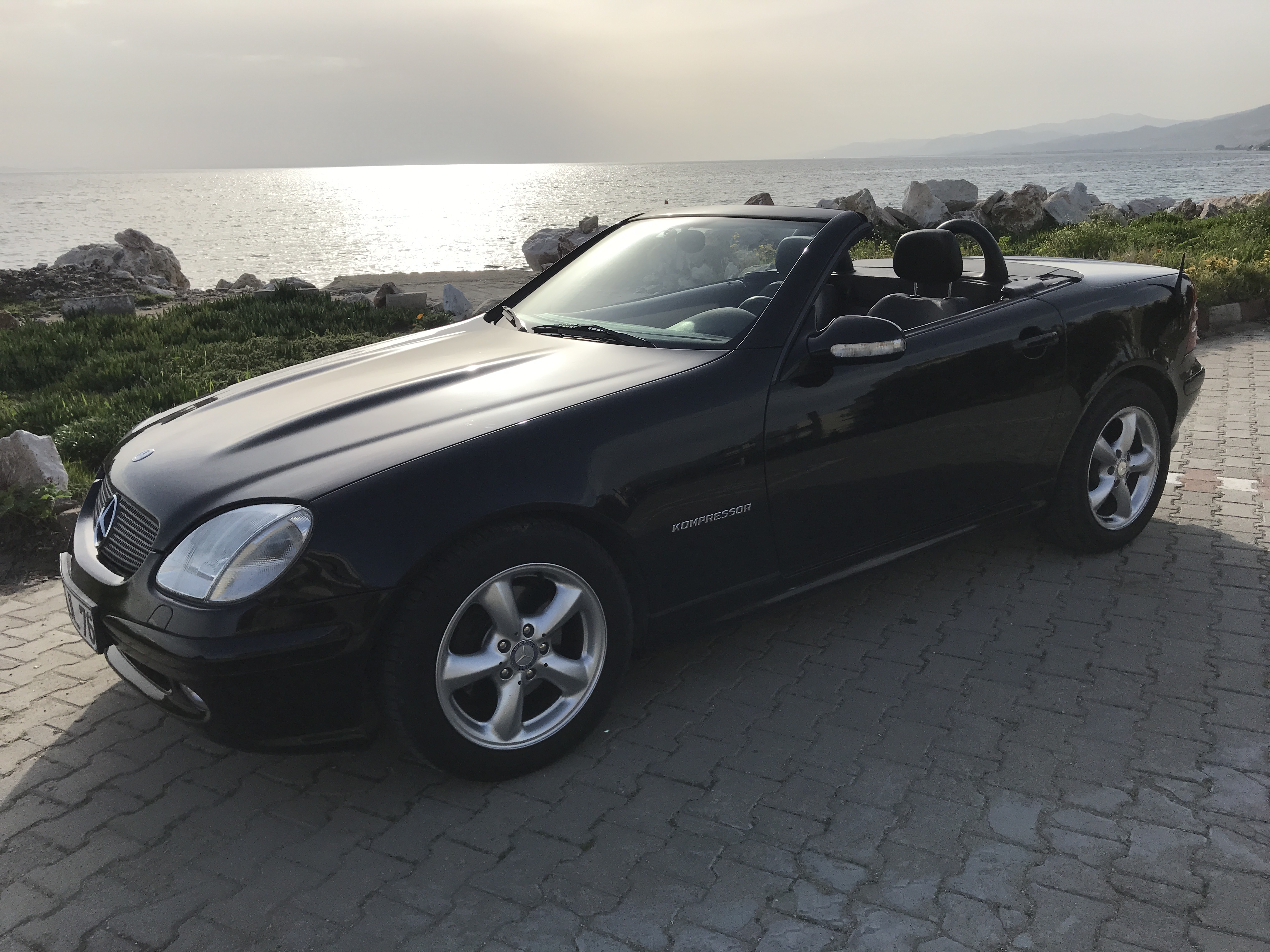
SLK 200 Kompressor (rediseñado)

La producción de unidades rediseñadas comenzó después de febrero de 2000. Los principales cambios incluyeron:
- Cambios en el diseño exterior: nuevos parachoques delanteros y traseros, una parrilla y luces traseras plateadas rediseñadas, faldones laterales y manijas de las puertas pintadas del color de la carrocería,[22] indicadores integrados[23] en los espejos retrovisores,[24] y molduras de acero inoxidable en el escape.[25]
- Cambios en el diseño interior: un nuevo volante y una palanca de cambios modificada, y asientos deportivos con mayor apoyo.[26]
- Motor SLK 230 Kompressor actualizado, se introduce el SLK 320 y el SLK 200 Kompressor reemplaza SLK 200, siendo introducido para el mercado internacional.[27]
- Control de estabilidad revisado.[28]
- El volumen del tanque de combustible se incrementó de 45 L (12 galAm) a 53 L (14 galAm).[24][29]

### 2001
- Se introdujo la transmisión manual de seis velocidades, que reemplazaba a la transmisión manual de cinco velocidades[30] anterior.
- Se presentó la variante de alto rendimiento SLK 32 AMG.[31]

## Volúmenes de producción
Las siguientes son cifras de producción para el R170 SLK:
| Modelo             | Total   |
| ------------------ | ------- |
| SLK 200            | 44.846  |
| SLK 200 Kompressor | 125.873 |
| SLK 230 Kompressor | 102.754 |
| SLK 320            | 33.416  |
| SLK 32 AMG         | 4.333   |
| Total              | 311.222 |

## Premios
- El Mercedes R170 SLK estaba en la lista de los diez mejores coches de la revista Car and Driver de 1997.[34]
- Elegido "North American Car of the Year" en 1997.[35]